# اثر استرایسند

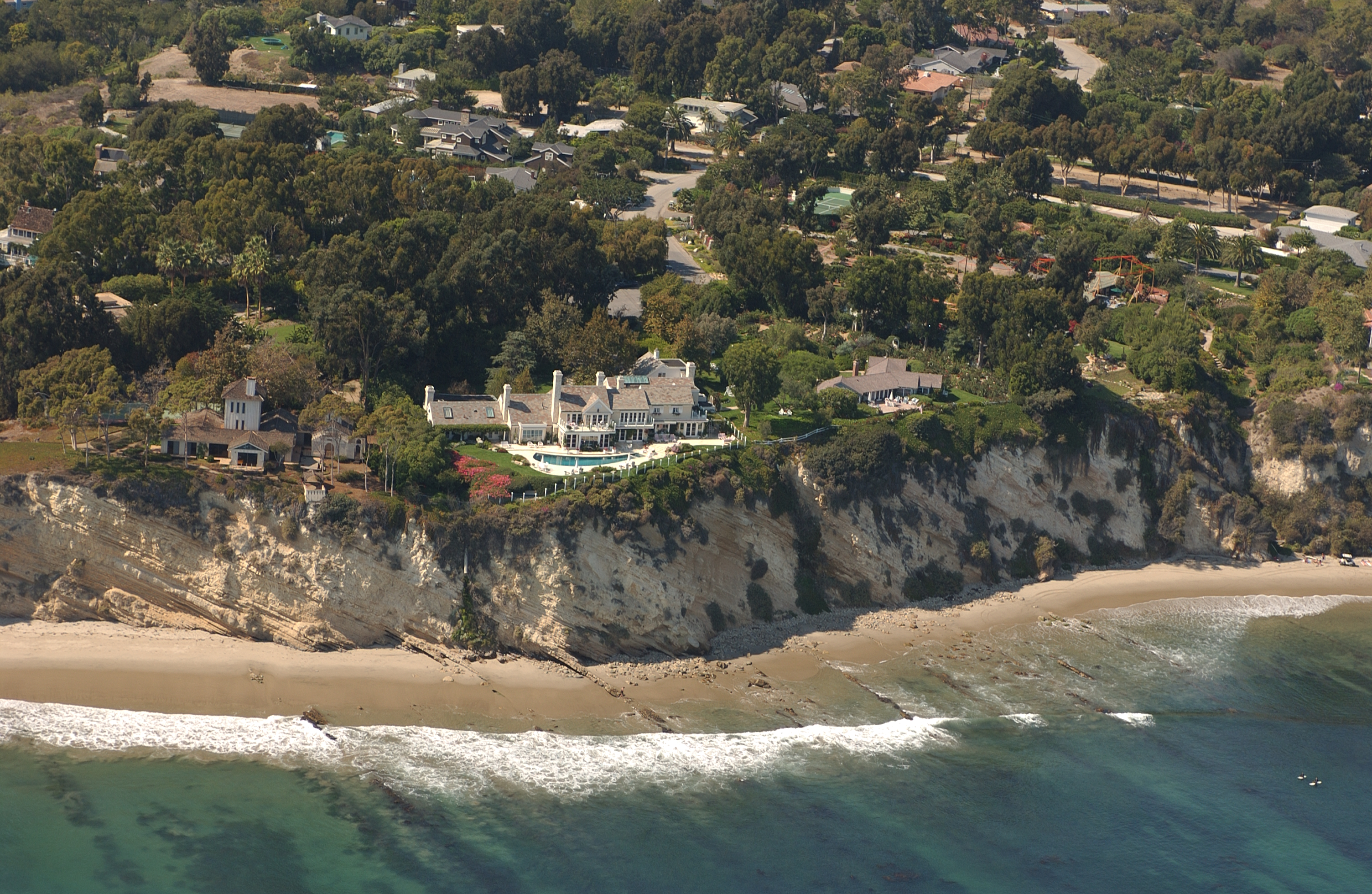
تصویر خانه باربارا استرایسند که نام این پدیده از آن گرفته شده‌است

اثر استرایسند (به انگلیسی: Streisand effect) پدیده‌ای است که در آن تلاش برای حذف، پنهان کردن یا سانسور برخی اطلاعات، منجر به انتشار و دیده شدن بیشتر آن توسط عموم شود. این پدیده معمولاً توسط اینترنت تسهیل می‌شود.
این پدیده بر اساس نام بازیگر آمریکایی باربارا استرایسند نامگذاری شده‌است، کسی که تلاشش برای حذف عکس اقامت‌گاهش در ملیبوی کالیفرنیا، در سال ۲۰۰۳ به صورت معکوس موجب جلب توجه بیشتر عموم به آن عکس شد.
در سال ۲۰۰۳ استرایسند از عکاس هوایی به نام کنت آدلمن (Kenneth Adelman) بخاطر به نمایش گذاشتن عکس خانه‌اش که در مالیبو کالیفرنیا واقع بود شکایت کرد. این عکس، "عکس ۳۸۵۰"به همراه ۱۲۰۰۰ عکس دیگر از سواحل کالیفرنیا به معرض نمایش گذاشته شده بود. تا قبل از این شکایت عکس مذکور فقط شش بار دانلود شده بود که دو بار آن توسط وکیل‌های خود خانم استرایسند بود. پس از این شکایت توجه عمومی به این مسئله جلب شد و منجر به تکثیر و توزیع آن بر روی سایت‌های دیگر گردید به‌طوری که دیگر کاری از دست سیستم قضایی آمریکا نیز برنمی‌آمد. پس از آن شکایت مذکور نیز از رسیدگی کنار گذاشته شد.
مایک مانسیک نویسندهٔ وبلاگ تک‌درت برای اولین بار این اصطلاح را به کار برد، پس از آن‌که استرایسند به صورت غیر موافقت‌آمیزی از کنت آدلمن عکاس و سایت پیکتوپیا به خاطر نقض حریم خصوصی شکایت کرد. طرح دعوای ۵۰ میلیون دلاری‌ای که تلاش می‌کرد عکس هوایی ساختمان بزرگ استرایسند را از مجموعهٔ ۱۲٬۰۰۰ تایی عکس، از خط ساحلی کالیفرنیا حذف و از دسترس عموم خارج کند. آدلمن به وسیلهٔ هلی‌کوپتر از املاک ساحلی کالیفرنیا، در پروژهٔ ثبت سواحل کالیفرنیا عکاسی می‌کرد تا با مستند کردن فرسایش سواحل، قانون‌گذاران را تحت تأثیر قرار دهد. پس از طرح این شکایت کنجکاوی عموم نسبت به عکس به شکل فزاینده‌ای افزایش یافت طوری‌که تا ماه بعد ۴۲۰٬۰۰۰ نفر از این عکس دیدن کردند.

## توضیحات
1. ↑  تلاش بدون نتیجه برای حذف مطلب از اینترنت